# Brachytheciastrum dieckei
Brachytheciastrum dieckei là một loài Rêu trong họ Brachytheciaceae. Loài này được (Roll) Ignatov & Huttunen mô tả khoa học đầu tiên năm 2002.